# Pietro Marrelli
Pietro Marrelli (Lucoli, 24 giugno 1799 – L'Aquila, 7 giugno 1871) è stato un patriota italiano, protagonista del risorgimento in Abruzzo.

## Biografia
Nacque il 24 giugno 1799 a Lucoli, in provincia dell'Aquila, da Pasquale Marrelli e Cristina Sponda, proprietari terrieri. Compì gli studi all'Aquila per poi laurearsi nel 1823 in Giurisprudenza a Napoli. Sposò in quegli anni Geltrude Luzi da cui ebbe due figlie.
Marrelli fu particolarmente attivo nella Carboneria progettando, di concerto con gruppi clandestini della Romagna, una vasta insurrezione dell'Italia centrale nell'ambito dei moti del 1830-1831, poi sventata dalla polizia borbonica. Nel 1833 fu emanato un ordine d'arresto a suo nome cosicché divenne latitante; nonostante ciò, fu promotore di una nuova rivolta anch'essa sventata. Nel 1834, alla caduta dell'ordine d'arresto, tornò all'Aquila e — insieme ad un folto gruppo di sovversivi, tra i quali Angelo Pellegrini, Fabio Cannella e Luigi Falconi, quest'ultimo fondatore del comitato aquilano della Giovine Italia — coordinò una terza sommossa nel 1841 che, tuttavia, si rilevò un completo fallimento a causa della poca partecipazione popolare.
La repressione borbonica lo condannò alla prigionia nelle segrete del Forte spagnolo; in seguito fu mandato in esilio a Teramo e poté fare ritorno in città solo nel 1847. Iniziò quindi una vasta opera di propaganda, nell'ambito della Primavera dei popoli che porterà Ferdinando II di Borbone alla concessione della Costituzione, il 17 gennaio 1848. Continuò l'attività sovversiva producendo opuscoli in cui si chiedeva l'immediata riapertura della Camera e venendo per questo nuovamente arrestato nel 1851 e condannato a ventiquattro anni di reclusione.
Fu rinchiuso a Napoli, quindi a Procida e Nisida; nel 1858 la pena gli fu commutata nell'esilio negli Stati Uniti d'America, paese in cui non approdò mai, riuscendo a farsi trasbordare nel Regno Unito. Nel suo soggiorno londinese conobbe Giuseppe Mazzini che qui era fuggito dopo il crollo della Repubblica Romana.
Tornò in Italia nel 1859 e l'anno seguente si stabilì a Napoli, dove tentò di impedire l'annessione del meridione al regno sabaudo; come riportato in una lettera indirizzata al Pellegrini, Marrelli infatti auspicava l'unità d'Italia per mezzo della repubblica. Tornato all'Aquila, il 20 novembre 1860 vi ospitò il suo mentore, Mazzini.
L'unità d'Italia del 1861 non placò l'attivismo di Marrelli che, rispondendo all'invito di Giuseppe Garibaldi, creò all'Aquila il comitato per l'annessione di Roma e Venezia. Nel 1864 ricevette la delega per gli Abruzzi al reperimento dei mezzi per l'insurrezione del Trentino e, nel 1866, riuscì ad arruolare un centinaio di patrioti abruzzesi per la terza guerra d'indipendenza.
Nel 1867 fu quindi incaricato di reperire fondi per la presa di Roma ma, in seguito alla disastrosa battaglia di Mentana, ormai disilluso, decise di allontanarsi dall'attività politica. Morì all'Aquila il 7 giugno 1871, all'età di 72 anni.

## Omaggi e riconoscimenti
Nel capoluogo abruzzese gli è stata dedicata una traversa della piazza del Palazzo in cui Marrelli abitò e dove, nel 1860, ospitò Giuseppe Mazzini; qui è presente anche una targa commemorativa apposta nel 1999, in occasione del bicentenario della nascita. Un monumento funebre eretto in suo onore è presente all'interno del cimitero monumentale dell'Aquila.
A Lucoli, paese natale, è stata intitolata a suo nome la scuola primaria.